# Ignacio López Rayón (Chiapas)
Ignacio López Rayón es una localidad del estado mexicano de Chiapas. Es parte del municipio de Suchiate.

## Toponimia
El nombre de la localidad rinde homenaje a Ignacio López Rayón, héroe de la Independencia de México.

## Demografía
| Gráfica de evolución demográfica |
|                                  |

| Censo | Población |
| ----- | --------- |
| 1940  | 313       |
| 1950  | 293       |
| 1960  | 476       |
| 1970  | 650       |
| 1980  | 827       |
| 1990  | 1 330     |
| 2000  | 1 445     |
| 2010  | 1 573     |
| 2020  | 1 691     |